# Aloe plowesii
Aloe plowesii ist eine Pflanzenart der Gattung der Aloen in der Unterfamilie der Affodillgewächse (Asphodeloideae). Das Artepitheton plowesii ehrt den südafrikanischen Naturforscher Darrel Charles Herbert Plowes.

## Beschreibung

### Vegetative Merkmale
Aloe plowesii wächst stammlos mit spindelförmigen Wurzeln. Die etwa zehn linealisch-spitzen Laubblätter bilden eine Rosette. Die trübgrüne Blattspreite ist 20 bis 30 Zentimeter lang und 0,6 bis 1 Zentimeter breit. Sie ist nahe der Basis mit wenigen zerstreuten kleinen weißen Flecken besetzt. Die Blattunterseite ist dichter gefleckt. Die weißen Zähne am Blattrand sind 0,5 Millimeter lang und stehen 2 bis 5 Millimeter voneinander entfernt.

### Blütenstände und Blüten
Der einfache Blütenstand erreicht eine Länge von 30 bis 45 Zentimeter. Die ziemlich dichten, zylindrisch-konischen Trauben sind 10 Zentimeter lang und 6 Zentimeter breit. Die eiförmig-spitzen Brakteen weisen eine Länge von 15 Millimeter auf und sind 7 Millimeter breit. Die scharlachroten Blüten sind an ihrer Mündung heller bis grünlich und stehen an 30 Millimeter langen Blütenstielen. Sie sind 30 bis 35 Millimeter lang und an ihrer Basis kurz verschmälert. Auf Höhe des Fruchtknotens weisen die Blüten einen Durchmesser von 8 Millimeter auf. Darüber sind sie nicht verengt. Ihre äußeren Perigonblätter sind nicht miteinander verwachsen. Die Staubblätter und der Griffel ragen kaum aus der Blüte heraus.

## Systematik und Verbreitung
Aloe plowesii ist an der Grenze zwischen Mosambik und Simbabwe in Grasland in Höhen von 1370 bis 1770 Metern verbreitet. 
Die Erstbeschreibung durch Gilbert Westacott Reynolds wurde 1964 veröffentlicht.

## Nachweise